# Grâce Gankpo
Grâce Gankpo épouse Lawani, née le 21 juin 1939 et morte le 22 mars 2022, est une femme politique béninoise.

## Biographie

### Enfance, éducation et débuts
Son parcours scolaire, marqué par une éducation religieuse rigoureuse dans un internat méthodiste français, a fortement influencé ses convictions et ses valeurs.

### Carrière
Grâce est une figure incontournable du monde des affaires et de la politique béninoise. En tant que femme d'affaires, elle crée et dirige l'hôtel GL, un établissement hôtelier reconnu. Elle a également occupé plusieurs postes de responsabilité au sein d'institutions publiques notamment celui de vice-présidente de la chambre de commerce et d'industrie du Bénin et de chef d'arrondissement adjoint au maire de Cotonou. Sous la présidence de Thomas Boni Yayi, elle a été chargée de mission, témoignant ainsi de son engagement au service de la nation.
En parallèle de ses autres fonctions, elle est chargée des affaires consulaires d'Israël au Bénin en tant que vice-consul et consule par intérim

## Prix et distinctions
En reconnaissance de ses contributions, Grâce reçoit, le 1ᵉʳ août 2015, le diplôme de Docteur Honoris Causa en Missiologie, décerné par l'École supérieure biblique et théologique "Les Moissonneurs dans la Moisson" lors d'une cérémonie à Light City.

## Publication
Elle écrit le livre L'Invisible dans le visible par la puissance du Saint-Esprit.

## Voire aussi